# Tschechische Badmintonmeisterschaft 2006
Die Tschechische Badmintonmeisterschaft 2006 fand vom 3. bis zum 5. Februar 2006 in Český Krumlov statt.

## Medaillengewinner
| Disziplin    | Gold                             | Silber                               | Bronze                            |
| ------------ | -------------------------------- | ------------------------------------ | --------------------------------- |
| Herreneinzel | Jan Fröhlich                     | Petr Koukal                          | Tomáš Kopřiva                     |
| Herreneinzel | Jan Fröhlich                     | Petr Koukal                          | Pavel Florián                     |
| Dameneinzel  | Eva Brožová                      | Martina Benešová                     | Dominika Koukalová                |
| Dameneinzel  | Eva Brožová                      | Martina Benešová                     | Hana Kollarová                    |
| Herrendoppel | Stanislav Kohoutek Pavel Florián | René Neděla Martin Herout            | Filip Stádník Michal Svoboda      |
| Herrendoppel | Stanislav Kohoutek Pavel Florián | René Neděla Martin Herout            | Jan Segeč Jan Jirásek             |
| Damendoppel  | Eva Brožová Hana Milisová        | Kristína Ludíková Dominika Koukalová | Miroslava Vašková Pavla Janošová  |
| Damendoppel  | Eva Brožová Hana Milisová        | Kristína Ludíková Dominika Koukalová | Martina Benešová Hana Kollarová   |
| Mixed        | Martin Herout Eva Brožová        | Jan Fröhlich Hana Milisová           | Tomáš Kopřiva Pavla Janošová      |
| Mixed        | Martin Herout Eva Brožová        | Jan Fröhlich Hana Milisová           | Jiří Skočdopole Kristína Ludíková |